# Sebastián Melo Hermosilla
Sebastián Melo Hermosilla (Concepción, 20 de enero de 1882-Concepción, 24 de enero de 1939) fue un abogado y político chileno, miembro del Partido Radical (PR). Se desempeñó como diputado de la República por la 17.ª Agrupación Departamental (Tomé, Concepción, Talcahuano, Yumbel y Coronel), desde 1937 hasta su muerte en 1939.

## Formación
Nacido en la ciudad chilena de Concepción el 20 de enero de 1882, realizó sus estudios superiores en el Curso Fiscal de Leyes del Liceo de Hombres de Concepción (actual Universidad de Concepción), jurando como abogado ante la Corte Suprema el 9 de septiembre de 1904.
En el ámbito laboral, se dedicó a ejercer libremente su profesión, y actuó como profesor de derecho procesal en la Facultad de Ciencias Jurídicas y Sociales de la Universidad de Chile.

## Política
Militante del Partido Radical (PR), en las elecciones parlamentarias de 1937, se postuló como candidato a diputado en representación de la 17.ª Agrupación Departamental de Tomé, Concepción, Talcahuano, Yumbel y Coronel, resultando electo para el período 1937-1941. En su gestión integró la Comisión Permanente de Trabajo y Legislación Social. Sin embargo, no logró finalizar su período diputacional debido a su fallecimiento en su ciudad natal el 24 de enero de 1939, producto del terremoto de Chillán, a los 57 años. El 10 de mayo del mismo año se incorporó en su reemplazo el también radical Armando Alarcón del Canto, quien resultó electo como candidato único en la elección complementaria.